# Apterostigma fusinodum
Apterostigma fusinodum är en myrart som beskrevs av Weber 1938. Apterostigma fusinodum ingår i släktet Apterostigma och familjen myror. Inga underarter finns listade.